# Kanyevszkajai járás

A Kanyevszkajai járás a Krasznodari határterületen

A Kanyevszkajai járás (oroszul Каневской муниципальный район) Oroszország egyik járása a Krasznodari határterületen. Székhelye Kanyevszkaja.

## Népesség
- 1989-ben 88 415 lakosa volt.
- 2002-ben 102 245 lakosa volt, melyből 95 009 orosz (92,9%), 2 481 ukrán, 1 257 örmény, 521 fehérorosz, 263 cigány, 244 német, 225 tatár, 174 görög, 162 azeri, 159 grúz, 26 adige, 1 török.
- 2010-ben 102 624 lakosa volt.